# A2 (Zwitserland)
De A2 in Zwitserland is een van de belangrijkste noord-zuidverbindingen door de Alpen. De A2 loopt vanaf de Duitse grens (bij Bazel) naar de Italiaanse grens (bij Chiasso). De weg is onderdeel van de Nationalstrasse 2 (N2) en van de E35.

## Europese verbinding
Het is een schakel tussen de (snel)wegennetten van Duitsland en Frankrijk aan de noord- en westkant en Italië aan de zuidkant en daarmee is het een hoofdverbinding van Noord- en West-Europa met Italië. Deze functie vervult de A2 voor zowel vakantieverkeer als ook voor goederentransport.
De weg is binnen Duitstalig Zwitserland druk. In de zomermaanden trekt het ook internationaal verkeer. Vooral voor de Gotthard-wegtunnel staan regelmatig files. De route via Zürich en de San Bernardinotunnel, over de A3 en de zuidelijke helft van de A13, wordt gebruikt om de meeste drukte te omzeilen.
Het is de bedoeling dat de congestie rond de tunnel na 2017 vermindert dankzij het verplaatsen van reizigers- en goederenstromen naar het spoor via de nieuwe Gotthard-basistunnel.  
Daarnaast is de volledige uitbouw voor een extra tunnelbuis van de wegtunnel zelf in gang gezet. 
Nu moet het verkeer nog door de relatief onveilige enkele tunnelbuis voor beide richtingen en bedraagt de maximumsnelheid 80 km/h. Er mag niet ingehaald worden in de tunnel. Volgens planning blijft er overigens ook na opening van 2 tunnelbuizen sprake van één rijstrook per richting (zie verder artikel: Gotthard-wegtunnel).   

## Beschrijving
Belangrijke steden langs de route zijn Bazel, Luzern, Bellinzona en Lugano. 
De weg doorkruist diverse landschappen. Zo worden verschillende keren meren gevolgd en worden de bergen langs de weg eerst steeds hoger, terwijl in het zuidelijke kanton Ticino het terrein weer wat lager wordt. 
Verder valt onderweg op dat de gebruikte taal op de bewegwijzering verandert: ten noorden van de Gotthardtunnel is dit Duits en aan de andere kant wordt conform de gebruikte voertaal alles in het Italiaans aangegeven. 

## Galerij

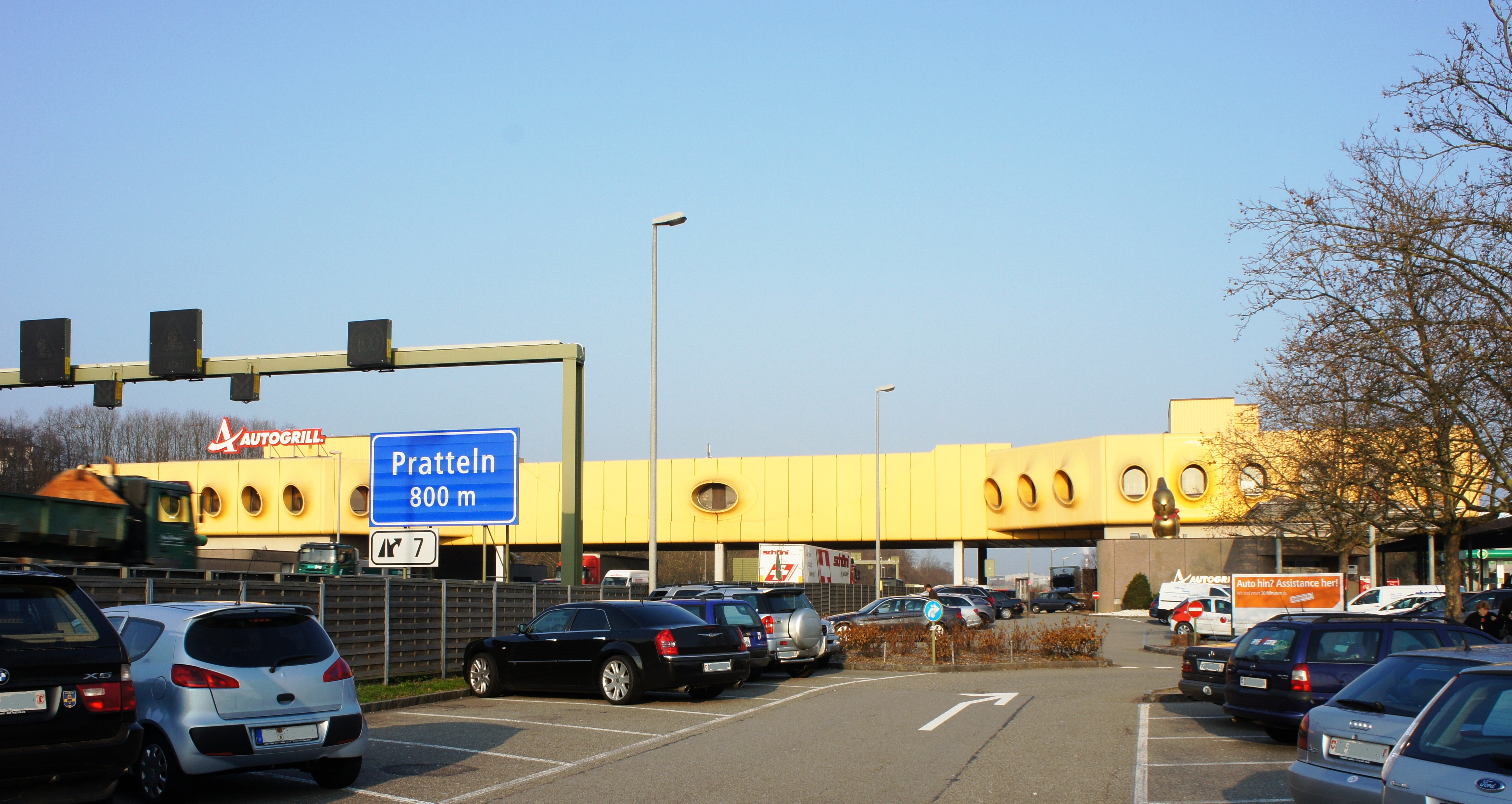
Raststätte Pratteln ten oosten van Bazel
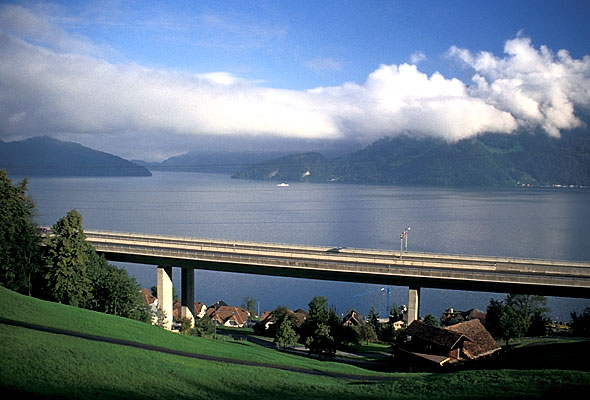
Lehnenviadukt Beckenried
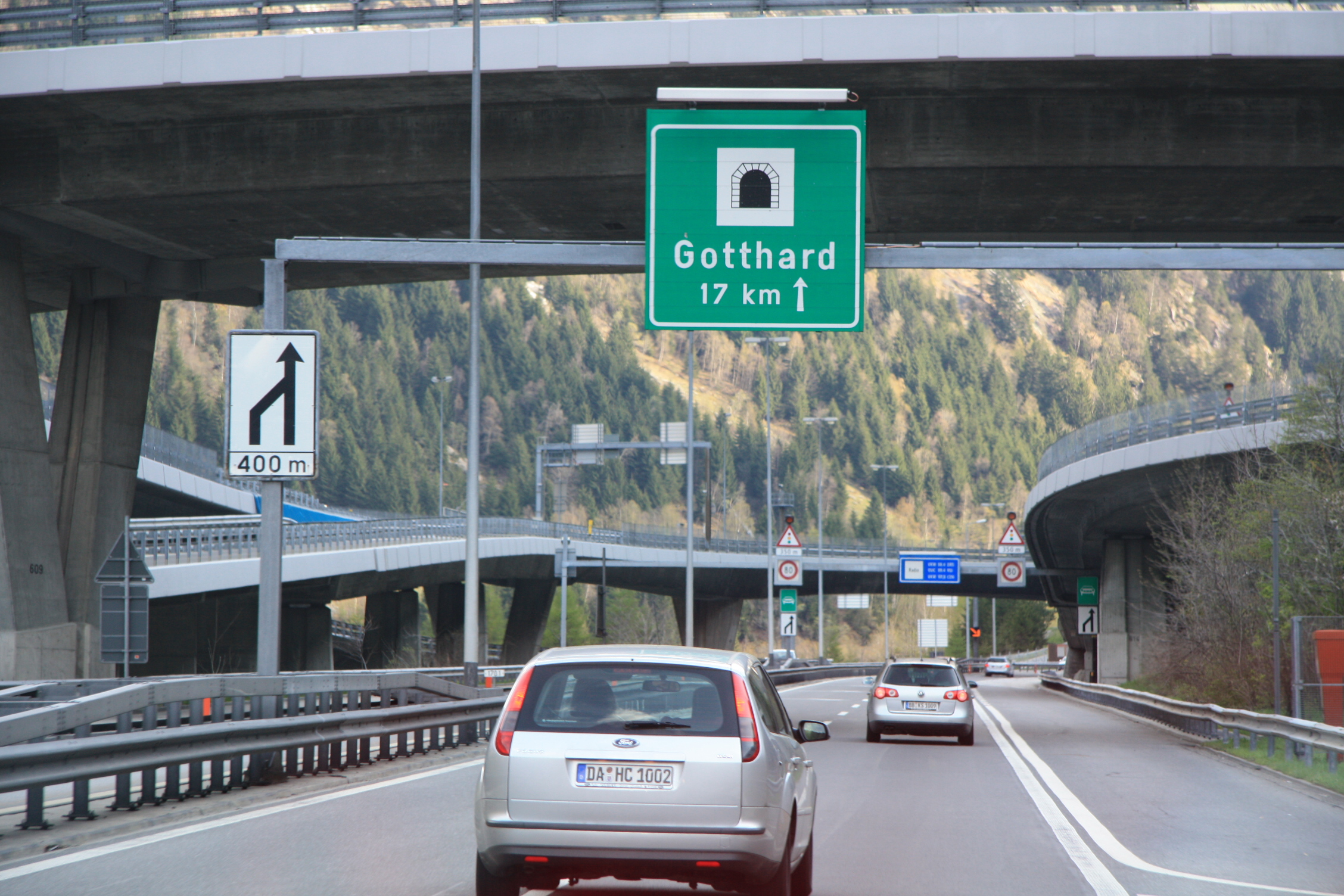
Noordportaal Gotthardtunnel bij Göschenen
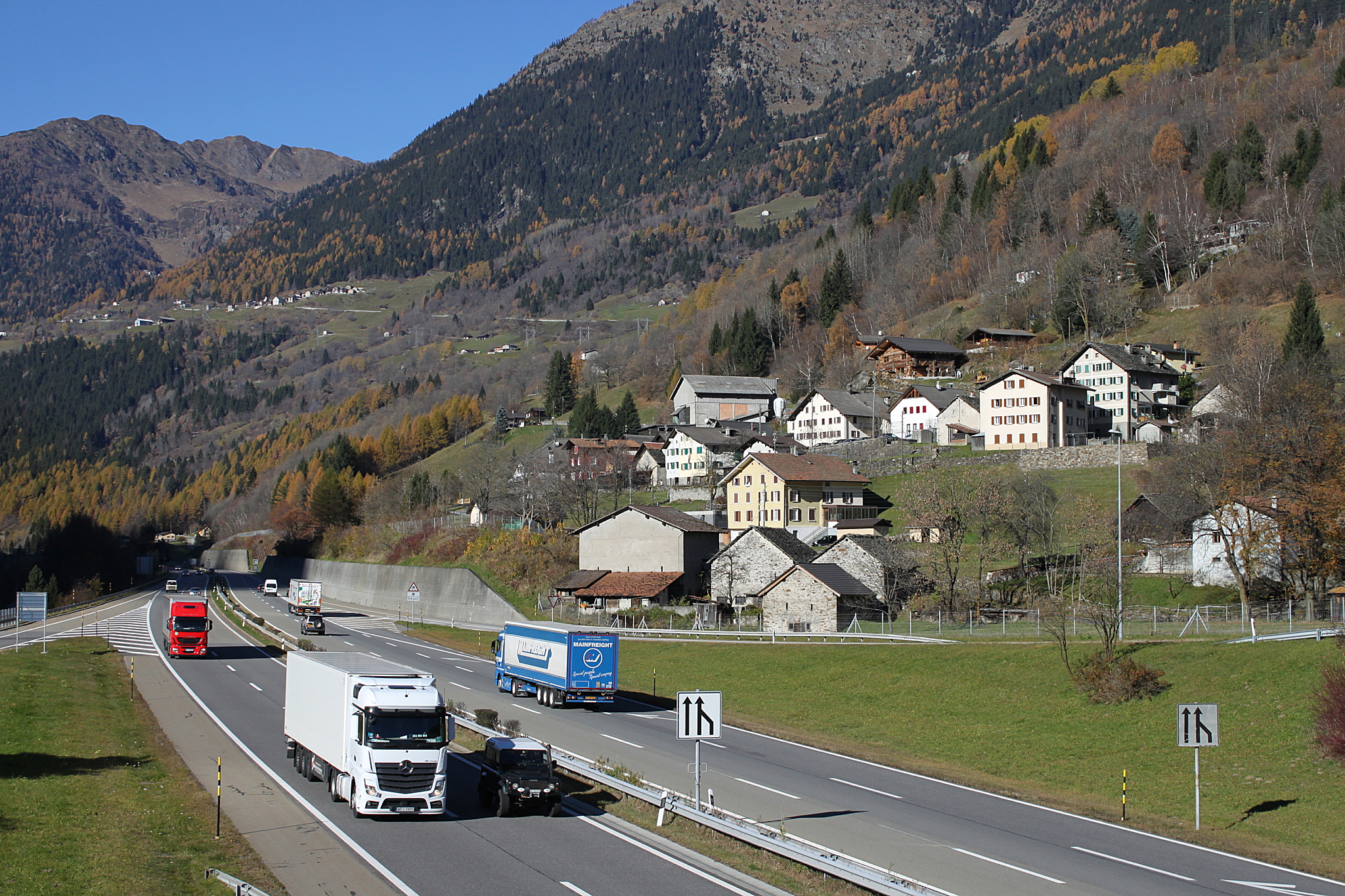
het dorpje Varenzo in de gemeente Quinto
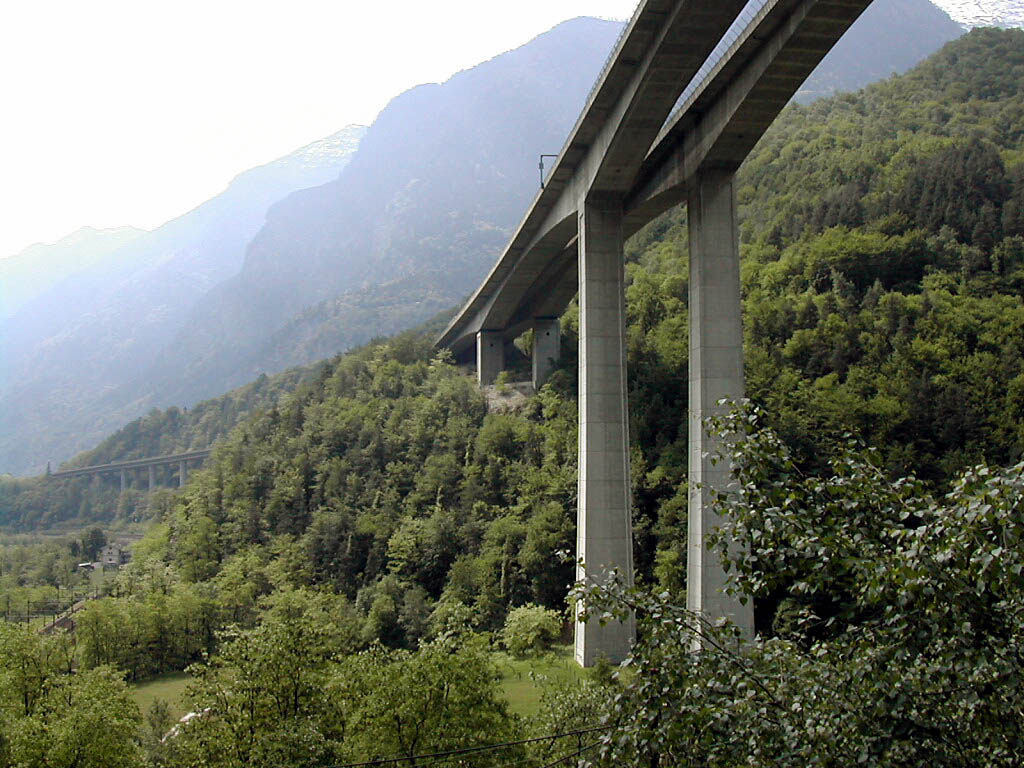
Biaschina viadukt (viadotto della Biaschina)
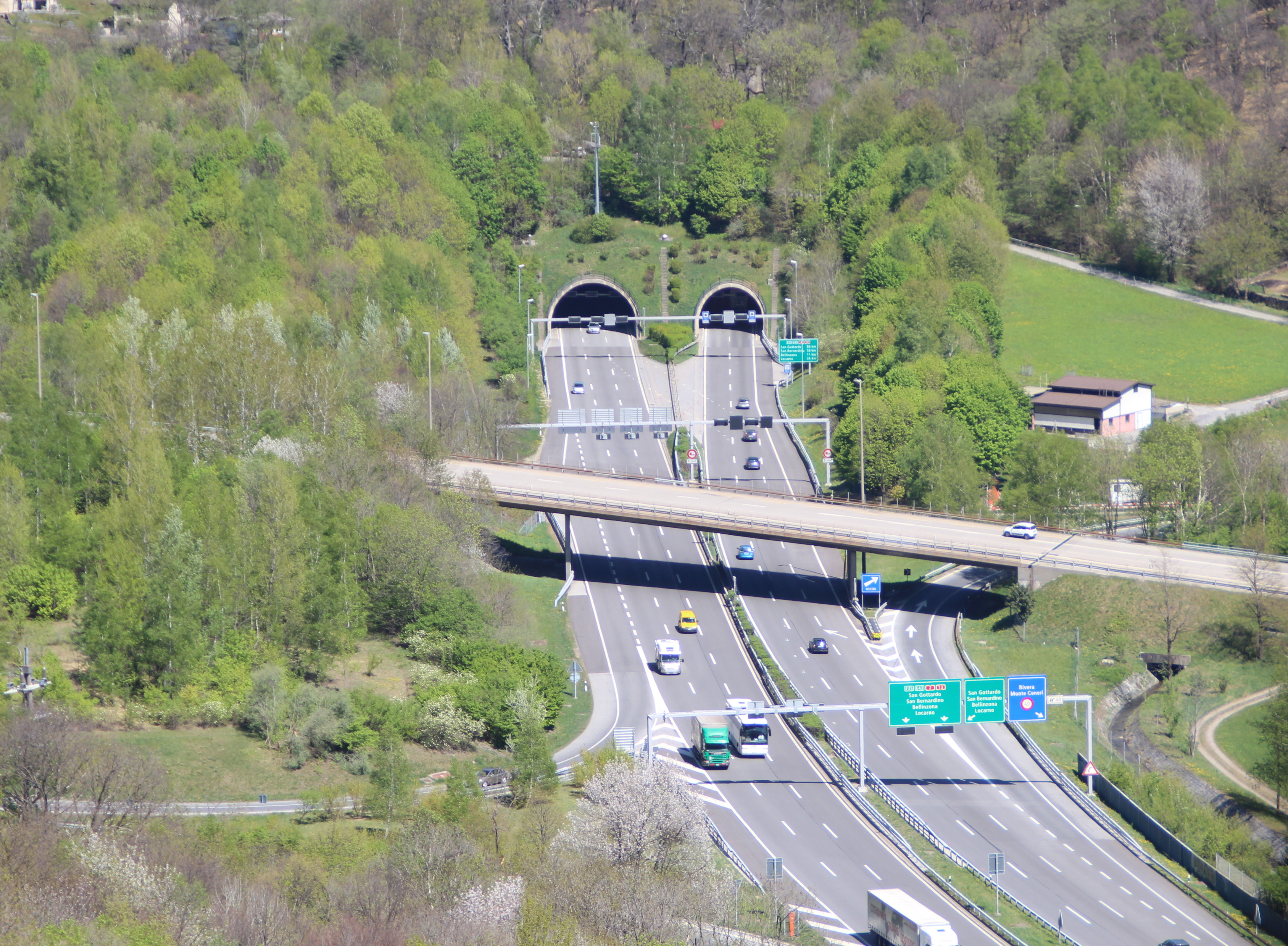
Ceneri tunnel Galleria Monte Ceneri